# Aeroportul Regional Thief River Falls
Aeroportul Regional Thief River Falls (IATA: TVF, ICAO: KTVF, FAA LID: TVF) este un aeroport din Comitatul Pennington, Minnesota, Minnesota, Statele Unite ale Americii ce deservește zona Thief River Falls⁠(d). Aeroportul a fost tranzitat în 2019 de 10.200 de pasageri. A fost numit după zona deservită.
Situat la o altitudine de 341 m, aeroportul dispune de 2 piste.

## Infrastructură

### Piste
Aeroportul dispune de 2 piste. Pista 04/22 are suprafața de asfalt și dimensiunile 4.997 picioare × 75 picioare. Pista 13/31 are suprafața de asfalt și dimensiunile 6.504 picioare × 150 picioare. 